# Kiara (drag queen)
Pour les articles homonymes, voir Kiara.
Dimitri Nana-Côté, plus connu sous le nom de scène Kiara, est une drag queen québécoise principalement connue pour sa participation à la première saison de Canada's Drag Race.

## Biographie

### Jeunesse et débuts
Dimitri Nana-Côté naît le 28 juillet 1998 à Québec. Son père est afro-canadien et sa mère est québécoise. Il étudie à Cégep de Sainte-Foy à Québec puis emménage à Montréal pour suivre des études d'audiovisuel à l'Université Concordia. Dimitri Nana-Côté commence le transformisme en 2017 au Cabaret Mado en tant qu'imitatrice de Mel B dans un spectacle en hommage aux Spice Girls. Il choisit le nom de scène Kiara en référence au personnage de Kiara du film Le Roi lion 2.

### Carrière
En 2018, elle finit parmi les trois finalistes de la compétition montréalaise Drag-Moi.
Le 14 mai 2020, Kiara est annoncée comme l'une des douze candidates de la première saison de Canada's Drag Race, où elle se place huitième,. Le 24 juin 2020, Kiara anime le spectacle animé Saint-Jeanne pour la fête nationale du Québec, organisé par Safia Nolin. En octobre 2020, Kiara apparaît dans le clip vidéo de la chanson T'es belle de Cœur De Pirate.
Elle tient un petit rôle dans Le Fils, le huitième épisode de la première saison de Little America.